# 모리타 신고 (1978년)
모리타 신고(일본어: 森田 真吾, 1978년 12월 9일 ~ )는 일본의 전 축구 선수이다.

## 구단 경력
과거 요코하마 FC, 미토 홀리호크, 방포레 고후에서 활동하였다.